# Wes Lo
Luo Hong-zheng (en chino, 羅弘証; pinyin, Luó Hóng Zhèng) (Distrito de Zhongli, Taoyuan, 26 de julio de 1989), mejor conocido bajo su nombre artístico de Wes Lo o simplemente Wes, es un cantante, actor y modelo taiwanés. Es principalmente conocido por haber sido el líder del grupo masculino SpeXial entre 2012 y 2018. Entre 2009 y 2011, Lo también fue miembro del grupo Wu Hu Jiang.

## Biografía

### Primeros años
Luo Hong-zheng nació el 26 de julio de 1989 en el Distrito de Zhongli, municipio de Taoyuan. Su familia se compone de sus padres y un hermano menor. Asistió y se graduó de la National Taiwan College of Performing Arts. Debutó como actor en 2007, interpretando un papel secundario en la serie The X-Family, mientras que su debut como cantante se produjo dos años después como uno de los miembros del grupo Wu Hu Jiang.

### Carrera
En 2011, Lo se retiró temporalmente de sus actividades artísticas para cumplir con su servicio militar obligatorio. Los demás miembros de Wu Hu Jiang, por su parte, comenzaron a trabajar en solitario y la disolución del grupo fue anunciada poco después. En 2012, Lo fue uno de los cuatro miembros fundadores del grupo SpeXial, junto a Wayne, Brent y Sam. En SpeXial, Lo se desempeñaba como vocalista y bailarín principal además de líder.
El 31 de mayo de 2015, SpeXial ganó dos Hito Music Awards en las categorías de "grupo hito" y "grupo más popular". El 5 de junio de 2016, SpeXial nuevamente ganó los premios "grupo hito" y "grupo más popular" en los Hito Music Awards de 2016. El 25 de octubre de ese mismo año, Lo sufrió una fractura en su pierna derecha durante la filmación de la serie High 5 Basketball. El 7 de noviembre, anunció que tomaría un descanso de sus actividades artísticas durante tres meses para mejorar. 
El 15 de mayo de 2018, Lo anunció que su contrato con Comic International Productions había finalizado y que planeaba abandonar SpeXial, en gran parte debido a que su lesión en la pierna nunca sanó por completo y se le dificultaba bailar. Su partida del grupo tuvo lugar ese mismo día. Tras su partida de SpeXial, Lo firmó un contrato con la agencia LeXin Entertainment.

## Filmografía

### Televisión
| Año  | Título                   | Papel                     | Notas         |
| ---- | ------------------------ | ------------------------- | ------------- |
| 2007 | The X-Family             | Cang Qiong                | Secundario    |
| 2009 | K.O.3an Guo              | Huang Zhong               | Principal     |
| 2010 | Gloomy Salad Days        | Ah Jie Zheng              | Dos episodios |
| 2010 | Love Buffet              | Hombre                    | Invitado      |
| 2011 | Hayate the Combat Butler | Duanmu Zeyu               | Secundario    |
| 2013 | Fabulous Boys            |                           | Invitado      |
| 2013 | KO One Re-act            | Gu Zhan                   | Secundario    |
| 2014 | The X-Dormitory          | Hu Yan Jue Luo Cang Qiong | Principal     |
| 2014 | Angel 'N' Devil          | Gou Zhui                  | Secundario    |
| 2015 | Moon River               | Gui Tang                  | Invitado      |
| 2016 | KO One Re-member         | Gu Zhan                   | Principal     |
| 2016 | High 5 Basketball        | Ke Wei Zhen               | Principal     |
| 2018 | KO One Re-call           | Gu Zhan                   | Principal     |
| 2018 | Campus Heroes            | Lu Da Xiang               | Principal     |